# 水平思考

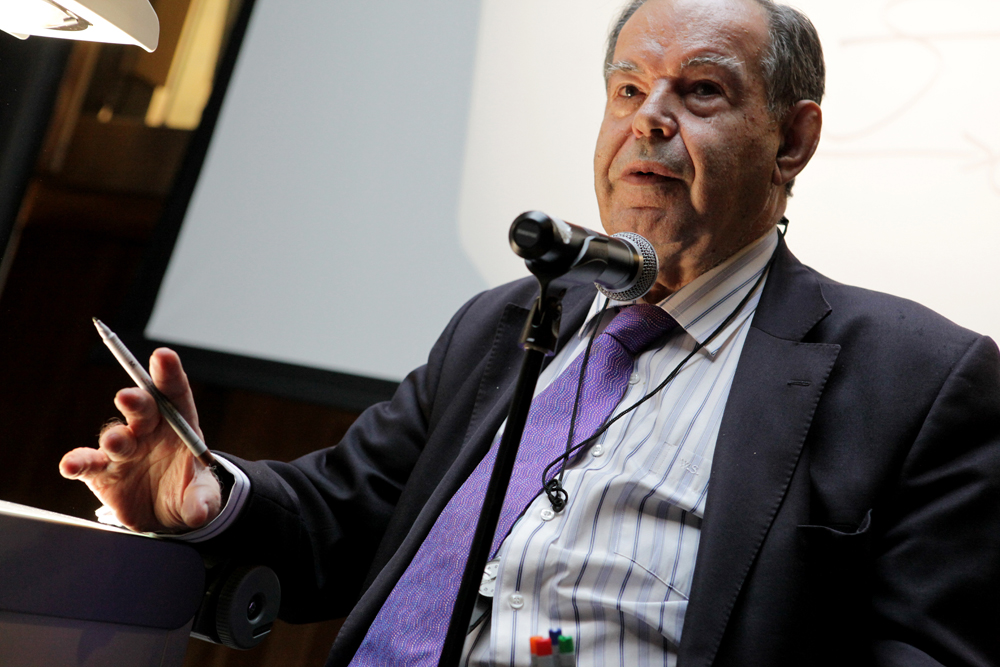
エドワード・デボノ（2009年）

水平思考（すいへいしこう、英：lateral thinking）は、問題解決のために既成の理論や概念にとらわれずアイデアを生み出す方法である。エドワード・デボノが1967年頃に提唱した。

## 概要
デボノは従来の論理的思考や分析的思考を垂直思考(Vertical thinking)として、論理を深めるには有効であるが、新しい発想は生まれにくいとしている。水平思考は多様な視点から物事を見る事で斬新な発想を生み出す方法である。垂直思考を既に掘られている穴を奥へ掘り進めるのに例えるのなら、水平思考は新しく穴を掘り始めるのに相当する。

## 水平思考の発想法
水平思考での発想例としていくつかを挙げる。
ランダム発想法
物事を無作為に選び（あるいは辞書を引き無作為に名詞を選んでもよい）、興味がある分野と関連付けて発想を広げる方法。
例えばあなたがWebサイトの充実を考えているとする。部屋の中を見回し、ファックスが目に付いたとする。ファックスは電話回線を通じて画像を送り、紙に転写する。ファックス専用機は今や利用が激減し、利用者はファックス専用の電話番号を持たず、電話の電話番号に直接ファックスを送るようになった。この事実をヒントにWebサイトのコンテンツをeメールや他のWebサイトに埋め込む方法が見出せるかもしれない。
刺激的発想法
ある物事に対して、こうであったらいいとの希望、ある部分を誇張してみたらどうなるか、逆にしてみたら、なくしてみたら、何かと一緒にしてみたら等のリストを作り、その中で最も突飛な発想を選び新しいアイデアの元にする方法。
挑戦的発想法
ある物事に対してその物事がなぜ存在するのか、何のためにそうなっているのか等を考えて、新しいアイデアを生み出す方法。
例えばコーヒーカップの取っ手がなぜあるかを考えてみる。その結果、取っ手がないと熱くて持てないからであると考えたとする。ならコーヒーカップに熱が伝わらない指部分の持ち手や、ビアホルダーのように分離できる持ち手を付けてもいいのではないかという新しいアイデアが生まれる。
概念拡散発想法
ある概念を他の事物に応用できないかと検討してアイデアを生み出す方法。
反証的発想法
広く支持されている考えは間違いであると考え、明らかで言うまでもないと考えられている事実に疑問を呈し、説得力のある反証を試みてアイデアを生み出す方法。